# 際コーポレーション
際コーポレーション株式会社（きわコーポレーション）は、「韮菜万頭」「万豚記」「紅虎餃子房」「上海バール」などの飲食店及び家具・衣料品・雑貨販売 における企画・運営・支援等をする会社。KIWAグループ店舗数は、総計388店舗にのぼる。主な事業内容は、飲食店、宿泊施設の経営・食料品、衣料品、日用品雑貨の卸、輸出入及び小売店の経営・飲食店に関する企画、商品開発並びにコンサルタント業務。

## 沿革
- 1990年12月 - 際コーポレーション株式会社設立
- 1992年6月  - 福生市に本社を移転
- 1996年11月 - フランチャイズシステムを開始
- 1999年10月 - 目黒区に本社を移転
- 2002年10月 - グループ総店舗数200店を達成
- 2006年10月 - グループ総店舗数300店を達成

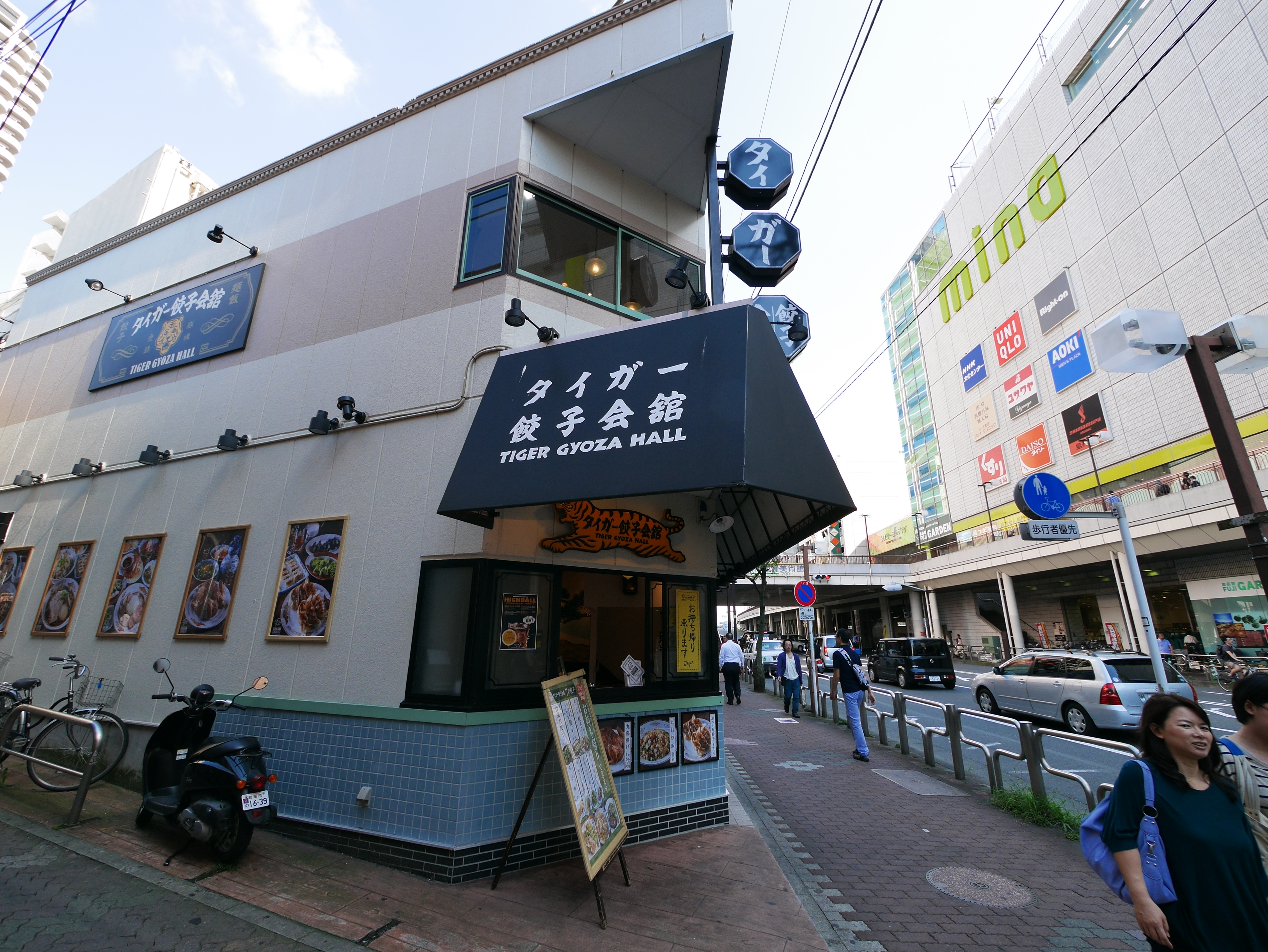
タイガー餃子会舘 町田店
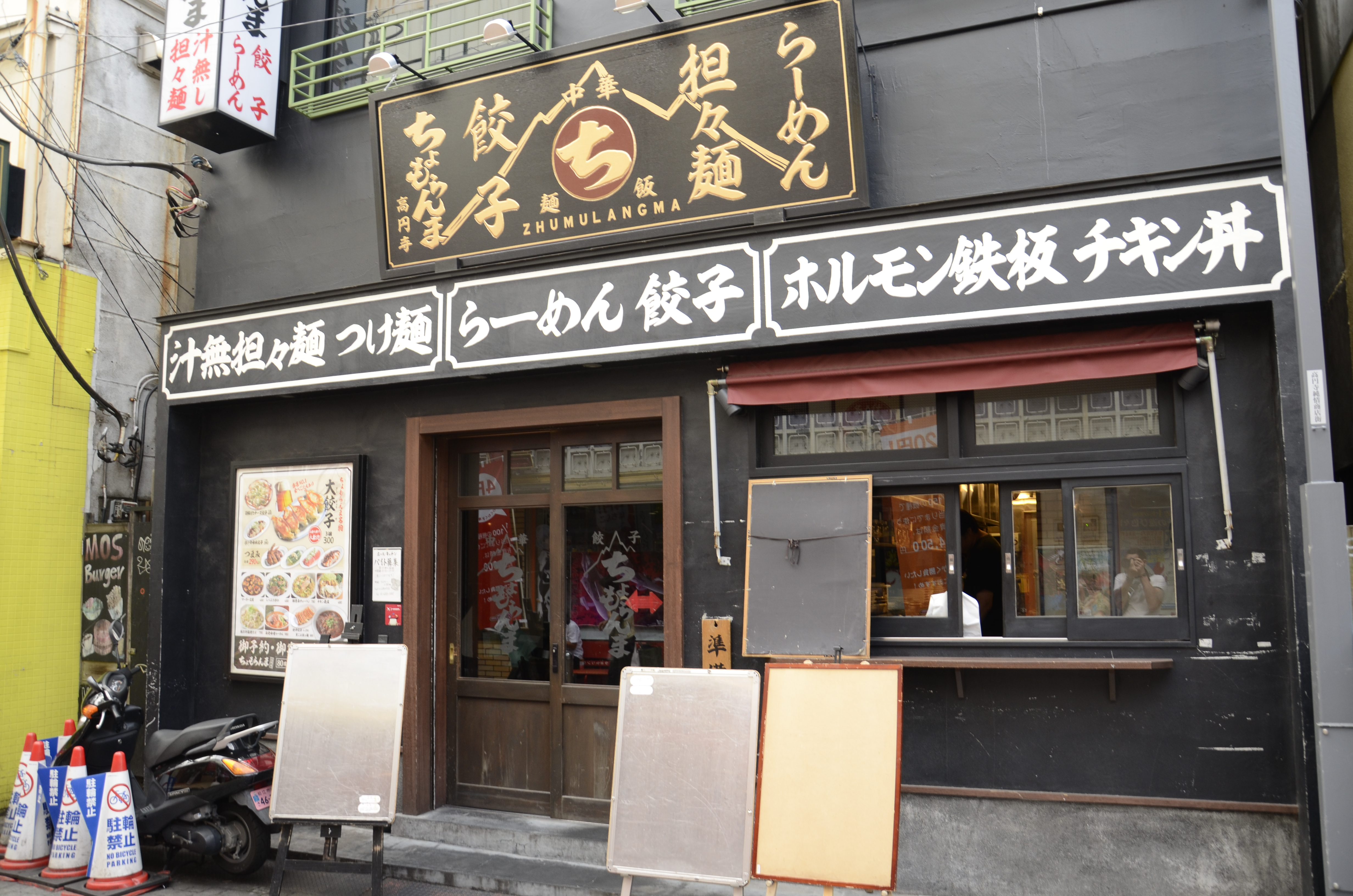
ちょもらんま 高円寺店

## 未出店地域
2022年8月現在、福島県、山梨県、長野県、福井県、鳥取県、島根県、山口県、徳島県、香川県、愛媛県には店舗がない。長崎県は五島列島の宿泊施設（五島列島リゾートホテル MARGHERITA）のみ進出。

## テレビ番組
- 日経スペシャル カンブリア宮殿 「繁盛店は、こうつくれ！」（2008年1月28日、テレビ東京）- 出演：代表取締役 中島武[3]。